# 삼성 웨이브 III
삼성 웨이브 III(Samsung Wave III)은 삼성전자가 2011년 9월 독일에서 열린 베를린 국제가전박람회 2011 (IFA 2011)에서 공개하여, 2011년 11월에 출시한 바다 OS 스마트폰이다.

## 같이 보기
- 삼성 웨이브
- 삼성 웨이브 II
- 바다